# 伯德莫纳特·高罕·伯鲁阿
伯德莫纳特·高罕·伯鲁阿（阿萨姆语：পদ্মনাথ গোহাঁঞি বৰুৱা，1871 - 1946），印度阿萨姆作家，阿萨姆文学社首任主席。写有3部滑稽剧以及历史剧《贾耶默迪》（1900）、《持棍者》（1907）、《萨特尼》（1911）和《勒吉德·菩根》（1915）。这些历史剧充满鬼神的描写，语言夸张，对话累赘。高罕·伯鲁阿真正的杰作是《村长》，它描写19世纪末英据期间一位负责、勤劳的村长在做了巨大付出之后，仍惹来巡视官员的辱骂。伯鲁阿还写有长篇小说《拉赫莉》（1890）和《帕努默蒂》（1892），将阿豪姆时代的历史与爱情相结合。